# 寺澤徠稀
寺澤 徠稀（てらさわ らいき、2005年7月30日 - ）は、日本の子役タレントである。 所属は、タレントの坂上忍が総合プロデュースを手掛ける子役事務所アヴァンセ。

## 人物
趣味はゲーム。特技はダンス、水泳、変顔。個性的なルックスから、藤原寛のミニ役や、実写版ドラえもんのジャイアン役といったクセの強いキャラを演じることが多いが、「適役」と評されている。

## 出演

### 映画
- 劇場版 おいしい給食 Final Battle（2020年、AMGエンタテインメント・イオンエンターテイメント） - 大山陽一郎 役[3]

### テレビドラマ
- ほんとにあった怖い話夏の特別編2015（2015年8月29日、フジテレビ） - ほん怖クラブ2015メンバー
- おいしい給食（2019年10月13日 - 12月15日、TOKYO MX） - 大山陽一郎 役

### バラエティ
- 得する人損する人（日本テレビ)
- 絶対に笑ってはいけない名探偵24時（2015年12月31日、日本テレビ) - 名探偵チビ探偵 役
- Eダンスアカデミー（2016年、NHK Eテレ）- 4代目Eダンスキッズ

### CM
- かっぱ寿司（2016年）
- ソフトバンク（2020年）「タケコプター」篇 - ジャイアン 役[4]

### 舞台
- TOP’s & BOTTOM‘s(2018年8月7日、赤坂BLITZ）
- FLAME (2019年3月28日 – 31日、吉祥寺シアター） - じゅう 役[5]